# Santo Domingo (Équateur)
Pour les articles homonymes, voir Santo Domingo.
Santo Domingo de los Colorados est une ville d'Équateur et la capitale de la province de Santo Domingo de los Tsáchilas. Elle est située à 75 km à l'ouest de Quito. Sa population s'élevait à 238 325 habitants en 2005, ce qui en faisait la quatrième ville de l'Équateur.

## Climat
Le climat est très humide avec un total annuel de précipitations variant entre 3 000 et 4 000 mm par an. La température moyenne annuelle est de 22,9 °C.

## Histoire
Santo Domingo de los Colorados est chef-lieu du canton de Santo Domingo depuis le 3 juillet 1967 et la capitale d'une province depuis le 6 novembre 2007. Elle faisait auparavant partie de la province de Pichincha, dont la capitale est Quito.

## Toponymie
Son nom de los Colorados, des "rouges", désigne une des dernières peuplades indigènes de l'Équateur, les Tsáchilas, actuellement fort menacée, puisqu'il ne reste plus que quelque 200 familles vivant encore de manière traditionnelle. Le nom colorados, attribué par les Équatoriens, vient du fait qu'ils ont la coutume de se teindre les cheveux en rouge.

## Transports
La ville se trouve au carrefour des routes nord-sud no 25 et est-ouest no 30, à 129 km de Quito.

## Principales industries
- huile de banane et de palmier
- plantations de cannes à sucre, café,
- fruits (ananas, papaye, maracuja)